# Gra w ślepca
Gra w ślepca – polski film obyczajowy z 1985 roku.

## Obsada aktorska
- Marek Walczewski – Staszek „Stary”
- Krzysztof Tyniec – Jędrek
- Ewa Wiśniewska – Hanka
- Monika Doroz-Orłoś – Ewa
- Jacek Jarosz – kierownik plakaciarni
- Elżbieta Kijowska – pani Basia, pracownica plakaciarni
- Stanisław Jaroszyński – Maciej, właściciel mieszkania
- Ewa Frąckiewicz – właścicielka mieszkania
- Bogusław Augustyn – znajomy Ewy
- Bronisław Wrocławski – lekarz